# Storževa pregradnica
Storževa pregradnica (znanstveno ime Phragmotrichum chailletii) je gliva iz rodu pregradnic (Phragmotrichum).

## Značilnosti
Je zelo pogosta, a večinoma spregledana gliva. Na površini smrekovih storžev tvori drobne temno rjave bunkice, ki jim pravimo strome - to so čvrsti in gosti spleti hif, v katerih se oblikujejo trosišča.
Velike so od 0,3 - 0,6 mm.

## Razširjenost in življenjski prostor
Raste čez celo leto kot saprofit izključno na smrekovih storžih.

## Mikroskopske značilnosti
Tvori nespolne trose - konidije, ki so rjavi in imajo 4 do 5 prečnih ter 2 do 3 vzdolžnih pregrad. So prisekani na obeh koncih, ravni z zavoji, v obliki vretena ali elipse, z gladkimi stenami.

## Uporabnost
Neužitna.

## Galerija slik
- Strome
- Konidiji